# Ramaria sardiniensis
Ramaria sardiniensis är en svampart som beskrevs av Schild & G. Ricci 1998. Ramaria sardiniensis ingår i släktet Ramaria och familjen Gomphaceae.   Inga underarter finns listade i Catalogue of Life.